# Premio Nacional de Ciencias Aplicadas y Tecnológicas de Chile
El Premio Nacional de Ciencias Aplicadas y Tecnológicas de Chile fue creado el año 1992 como uno de los reemplazos del antiguo Premio Nacional de Ciencias bajo la Ley N.º 19.169. Los otros dos premios en el mismo ámbito son: Ciencias Exactas y Ciencias Naturales.
Forma parte de los Premios Nacionales de Chile.

## Jurado
El jurado está compuesto por el ministro de Educación, el último galardonado con este premio, dos académicos asignados por el Consejo de Rectores y el presidente de la Comisión Nacional de Investigación Científica y Tecnológica.

## El premio
El premio consiste en:
- Un diploma,
- Un premio económico que asciende a $6.562.457 pesos chilenos, que se ajusta cada año, a partir de 1993, según el IPC del año anterior, y
- Una pensión vitalicia mensual equivalente a 20 UTM de enero del año correspondiente, que se mantiene constante por el resto del año.

## Lista de galardonados
| Año  | Nombre                                                                 | Especialidad                                       | Obtiene el premio por | Imagen | Ref.   |
| ---- | ---------------------------------------------------------------------- | -------------------------------------------------- | --- | ------ | ------ |
| 1992 | Raúl Sáez Sáez                                                         | Ingeniería civil                                   | «Debido a su participación en el desarrollo tecnológico y modernización del país.» |        | [ 2 ]  |
| 1994 | René Cortázar Sagarminaga                                              | Ingeniero agrónomo                                 | «Por sus investigaciones en el mejoramiento genético y nuevas formas de producción del trigo.» |        | [ 4 ]  |
| 1996 | Julio Meneghello Rivera                                                | Médico pediatra                                    | «Por su contribución al desarrollo de la Pediatría y sus valiosos aportes en la superación de la desnutrición infantil.» |        | [ 6 ]  |
| 1998 | Fernando Monckeberg Barros                                             | Médico                                             | - |        | [ 7 ]  |
| 2000 | Andrés Weintraub Pohorille                                             | Ingeniero Civil Eléctrico, Investigación Operativa | «[por su trabajo en el] desarrollo del área forestal, que ha tenido un rol relevante en el crecimiento productivo del país en los últimos años» |        | [ 9 ]  |
| 2002 | Pablo Valenzuela Valdés                                                | Bioquímico                                         | «Por sus aportes en el desarrollo de la primera vacuna contra la Hepatitis B y el descubrimiento del virus causante de la Hepatitis C.» |        | [ 11 ] |
| 2004 | Juan Asenjo de Leuze                                                   | Bioquímico, Biotecnólogo                           | «[por] el impacto y la calidad de sus investigaciones [...] muy en particular en ingeniería de enzimas. Junto con ello [...] sus innovaciones traducidas en varias patentes, su formación de discípulos y de alrededor de cuarenta doctorados, la mitad de ellos en Chile». |        | [ 13 ] |
| 2006 | Edgar Kausel                                                           | Ingeniero civil, Sismólogo                         | «[por su] destacada labor [...] profesional, pionera a nivel nacional e internacional, por el desarrollo de la Geofísica y Sismología» |        | [ 15 ] |
| 2008 | José Miguel Aguilera                                                   | Ingeniero en alimentos                             | «Por su investigación en la estructura de los alimentos» |        | [ 17 ] |
| 2010 | Juan Carlos Castilla                                                   | Biólogo marino                                     | «[Por] la notable y pionera contribución del señor Castilla al estudio de los ecosistemas costeros y la sustentabilidad de los mismos» |        | [ 19 ] |
| 2012 | Ricardo Uauy                                                           | Médico pediatra                                    | «[Por] su destacada trayectoria y significativos aportes al desarrollo de la nutrición básica y clínica» |        | [ 21 ] |
| 2014 | José Rodríguez Pérez                                                   | Ingeniero Civil Eléctrico                          | «[Por] su nutrida producción de publicaciones científicas, lo que lo ha situado como el investigador chileno con mayor reconocimiento internacional en el área de la ingeniería eléctrica» |        | [ 23 ] |
| 2016 | Horacio Croxatto Avoni                                                 | Médico                                             | «[Por su aporte al] desarrollo de importantes métodos anticonceptivos que han revolucionado el campo de la reproducción humana y han beneficiado a millones de personas» |        | [ 25 ] |
| 2018 | Romilio Espejo Torres                                                  | Bioquímico                                         | «[Por su contribución] al descubrimiento de bacterias que permitieron, por un lado, el desarrollo de estudios pioneros en biología molecular y epidemiología, y por otro, permitió la generación de herramientas muy preciadas en la ingeniería genética. Además, sus estudios contribuyeron a la identificación de agentes patógenos responsables de una fracción importante en la mortalidad infantil» |        | [ 27 ] |
| 2020 | Edmundo Acevedo                                                        | Ingeniero agrónomo                                 | «[Por] sus descubrimientos sobre la adaptación de las plantas a la sequía [...] y a la fisiología de los cultivos con vistas al mejoramiento genético que han sido de gran relevancia para la mejora de cereales» |        | [ 29 ] |
| 2022 | Ricardo Ignacio Araya Baltra                                           | Psiquiatra                                         | - |        | [ 30 ] |
| 2024 | [https://en.wikipedia.org/wiki/Ricardo_Baeza-Yates Ricardo Baeza Yates | Ingeniero Civil Eléctrico                          | - |        | [ 31 ] |